# Erwinia
Erwinia – rodzaj Gram-ujemnych bakterii o kształcie pałeczek należących do rodziny Enterobacteriaceae. Nazwa rodzaju pochodzi od imienia jednego z pierwszych fitopatologów Erwina Smitha. Większość bakterii należących do tej rodziny są patogenami roślin o dużym znaczeniu gospodarczym. Produkują one enzymy powodujące hydrolizę pektyn spajających komórki w roślinie. Powoduje to oddzielanie się komórek, co powoduje ich zamieranie objawiające się gniciem roślin.
Do rodzaju Erwinii należą następujące gatunki:
- Erwinia amylovora (zobacz też: zaraza ogniowa[1])
- Erwinia aphidicola
- Erwinia billingiae
- Erwinia carotovora[2][1] (zobacz też: mokra zgnilizna bakteryjna)
- Erwinia chrysantum
- Erwinia dacicola
- Erwinia mallotivora
- Erwinia papayae
- Erwinia persicina
- Erwinia psidii
- Erwinia pyrifoliae
- Erwinia rhapontici
- Erwinia toletana
- Erwinia tracheiphila[1]